# Beijing International Challenger
Beijing International Challenger — профессиональный международный теннисный турнир, проводимый ITF в рамках своего женского тура и ATP в рамках своего тура Challenger.
Соревнования проводятся в столице Китая — Пекине на кортах олимпийского теннисного центра.

## Общая информация
Турнир основан в 2010 году, как дополнительное крупное соревнование для азиатских теннисистов перед US Open.
Хозяева турнира пять раз выигрывали пекинское соревнование и каждый раз это были женские призы (трижды — парные). В мужских соревнованиях китаец лишь раз дошёл до финала (в одиночном турнире-2012).
Четырём теннисистам удалось выиграть местный турнир более одного раза: братья Ративатана и Сунь Шэннань дважды побеждали в парных соревнованиях, а Чжан Шуай по разу выигрывала одиночный и парный турнир.

## Финалы прошлых лет

### Мужской одиночный турнир
| Год  | Чемпион       | Финалист       | Счёт          |
| ---- | ------------- | -------------- | ------------- |
| 2013 | Лу Яньсюнь    | Го Соэда       | 6-2, 6-4      |
| 2012 | Грега Жемля   | У Ди           | 6-3, 6-0      |
| 2011 | Фаррух Дустов | Ян Цзунхуа     | 6-1, 7-64     |
| 2010 | Франко Шкугор | Лоран Рекудерк | 4-6, 6-4, 6-3 |

### Женский одиночный турнир
| Год  | Чемпион         | Финалист     | Счёт      |
| ---- | --------------- | ------------ | --------- |
| 2013 | Чжан Шуай       | Чжоу Имяо    | 6-2, 6-1  |
| 2012 | Ван Цян         | Чжань Юнжань | 6-2, 6-4  |
| 2011 | Се Шувэй        | Куруми Нара  | 6-2, 6-2  |
| 2010 | Дзюнри Намигата | Чжан Шуай    | 7-63, 6-3 |

### Мужской парный турнир
| Год  | Чемпион                                     | Финалист                            | Счёт              |
| ---- | ------------------------------------------- | ----------------------------------- | ----------------- |
| 2013 | Тосихидэ Мацуй Данай Удомчоке               | Гун Маосинь Чжан Цзэ                | 4-6, 7-66, [10-8] |
| 2012 | Санчай Ративатана (2) Сончат Ративатана (2) | Юки Бхамбри Дивидж Шаран            | 7-63, 2-6, [10-6] |
| 2011 | Санчай Ративатана Сончат Ративатана         | Харри Хелиёваара Микаэль Рюдерстедт | 6-74, 6-3, [10-3] |
| 2010 | Пьер-Людовик Дюкло Артём Ситак              | Садик Кадир Пурав Раджа             | 7-64, 7-65        |

### Женский парный турнир
| Год  | Чемпион                     | Финалист                      | Счёт             |
| ---- | --------------------------- | ----------------------------- | ---------------- |
| 2013 | Лю Чан Чжоу Имяо            | Мисаки Дои Мики Миямура       | 7-61, 6-4        |
| 2012 | Лю Ваньтин Сунь Шэннань (2) | Чжань Цзиньвэй Хань Синьюнь   | 5-7, 6-0, [10-7] |
| 2011 | Чжань Юнжань Чжань Хаоцин   | Татьяна Лужанская Чжэн Сайсай | 6-2, 6-3         |
| 2010 | Сунь Шэннань Чжан Шуай      | Цзи Чуньмэй Лю Ваньтин        | 4-6, 6-2, [10-5] |